# Liste des chapitres de Otaku Girls
Cet article détaille la liste des chapitres du manga Otaku girls. 
| no | Japonais          | Japonais          | Français         | Français          |
| no | Date de sortie    | ISBN              | Date de sortie   | ISBN              |
| --- | ----------------- | ----------------- | ---------------- | ----------------- |
| 1 | 12 avril 2006     | 4-575-83225-1     | 19 mai 2009      | 2350787079        |
| En couverture : Asai en uniforme scolaire. Tome de couleur verte.Liste des chapitres : - chapitre 0 : Rêveuse / Tendance otaku - chapitre 1 : Candide / Tendance naïve - chapitre 2 : Tombeur / Tendance diabolique - chapitre 3 : La fille masquée / Tendance kogal - chapitre 4 : Rêveuse / Tendance standard - chapitre 5 : Rivalités amoureuses / Tendance chaos - chapitre 6 : L'envol des sentiments / Tendance cycliste - chapitre 7 : L'ange cruel / Tendance otaku |                   |                   |                  |                   |
| 2 | 12 décembre 2006  | 4-575-83312-6     | 12 novembre 2009 | 2350787923        |
| En couverture : Matsui en uniforme scolaire. Tome de couleur orange.Liste des chapitres : - chapitre 8 : Je te donne mon cœur - chapitre 9 : "Otome road", là où un rien vous rend heureux - chapitre 10 : Densha de go! - chapitre 11 : Romance ♥ et vraie vie - chapitre 12 : G comme "géant"? - chapitre 13 : It's no sacrifice - chapitre 14 : On n'a pas que de l'amour... - chapitre 15 : Ain't no cure for the summertime Bruce Lee                                  |                   |                   |                  |                   |
| 3 | 11 août 2007      | 978-4-575-83394-2 | 13 janvier 2009  | 2350788369        |
| En couverture : Asai, Matsui et Tsukamoto en tenue de sport. Tome de couleur bleue.Liste des chapitres : - chapitre 16 : Surprise sur prise - chapitre 17 : Judo boy - chapitre 18 : Secret stories - chapitre 19 : Les z'amours - chapitre 20 : Ce qu'on est bien dans son bain - chapitre 21 : White is white - chapitre 22 : Paroles...Paroles... - chapitre 23 : On stage                                                                                               |                   |                   |                  |                   |
| 4 | 12 juin 2008      | 978-4-575-83496-3 | 14 avril 2010    | 2350789292        |
| En couverture : Abe et Chiba en uniforme scolaire. Tome de couleur rouge.Liste des chapitres : - chapitre 24 : C'est en forgeant... - chapitre 25 : Chassez le naturel... - chapitre 26 : Plus on est de fous - chapitre 27 : Pourquoi faire simple... - chapitre 28 : À cœur vaillant... - chapitre 29 : La valeur n'attend pas... - chapitre 30 : Après la pluie... |                   |                   |                  |                   |
| 5 | 12 février 2009   | 978-4-575-83581-6 | 1er juillet 2010 | 978-2-35078-960-6 |
| En couverture : Asai et Matsui en uniforme scolaire. Tome de couleur rose.Liste des chapitres : - chapitre 31 : Le monde en 2.0 - chapitre 32 : Cos - chapitre 33 : His girl sunday - chapitre 34 : Sous la bannière du troll - chapitre 35 : Men in BL - chapitre 36 : La fureur du dragon (tendance Moe) - chapitre 37 : Dere-matin |                   |                   |                  |                   |
| 6 | 12 décembre 2009  | 978-4-575-83705-6 | 10 novembre 2010 | 9782818901731     |
| 7 | 11 septembre 2010 | 978-4-575-83810-7 | 9 mars 2011      | 9782818903193     |